# Sebastopol (Mississippi)
Sebastopol è una città (town) degli Stati Uniti d'America, situata nelle contea di Scott con una piccola porzione del suo territorio nella contea Leake, nello Stato del Mississippi.